# Skateboard ai Giochi della XXXIII Olimpiade - Park femminile
La gara di park femminile ai Giochi della XXXIII Olimpiade di Parigi si è svolta il 6 agosto 2024 a Place de la Concorde. Alla competizione hanno preso parte 22 skater in rappresentanza di 13 nazioni.
La competizione è stata vinta dall'australiana Arisa Trew, mentre la giapponese Kokona Hiraki e l'inglese Sky Brown si sono aggiudicate rispettivamente la medaglia d'argento e di bronzo.

## Programma
| Data          | Ora (UTC+2) | Turno       |
| ------------- | ----------- | ----------- |
| 6 agosto 2024 | 12:30       | Preliminari |
| 7 agosto 2024 | 17:30       | Finale      |
| Fonte:        |             |             |

### Format di gara
Nella fase dei preliminari le 22 partecipanti vengono suddivise in quattro batterie, dalle cinque alle sei skater ciascuna. Durante la gara ogni skater effettua tre run di 45 secondi l'una, ad ognuna delle quali i giudici assegnano un punteggio. Viene, però, considerato solamente il punteggio più alto. Le prime 8 skater del ranking combinato delle batterie si qualificano alla finale.

## Risultati

### Preliminari
| Pos.   | Batteria | Skater            | Nazione       | Run   | Run   | Run   | Note |
| Pos.   | Batteria | Skater            | Nazione       | 1     | 2     | 3     | Note |
| ------ | -------- | ----------------- | ------------- | ----- | ----- | ----- | ---- |
| 1      | 1        | Kokona Hiraki     | Giappone      | 85.04 | 88.07 | 25.34 | Q    |
| 2      | 1        | Bryce Wettstein   | Stati Uniti   | 21.76 | 75.22 | 85.65 | Q    |
| 3      | 1        | Hinano Kusaki     | Giappone      | 44.00 | 52.71 | 85.11 | Q    |
| 4      | 3        | Sky Brown         | Gran Bretagna | 84.75 | 71.55 | 10.66 | Q    |
| 5      | 4        | Heili Sirviö      | Finlandia     | 58.96 | 83.42 | 69.90 | Q    |
| 6      | 3        | Arisa Trew        | Australia     | 72.15 | 82.95 | 64.95 | Q    |
| 7      | 4        | Naia Laso         | Spagna        | 29.39 | 82.49 | 29.43 | Q    |
| 8      | 4        | Dora Varella      | Brasile       | 76.57 | 82.29 | 69.30 | Q    |
| 9      | 2        | Isadora Pacheco   | Brasile       | 82.07 | 63.66 | 64.48 |      |
| 10     | 1        | Sakura Yosozumi   | Giappone      | 79.70 | 20.04 | 9.33  |      |
| 11     | 4        | Ruby Trew         | Australia     | 77.89 | 61.35 | 70.80 |      |
| 12     | 2        | Raicca Ventura    | Brasile       | 76.24 | 64.33 | 56.86 |      |
| 13     | 3        | Ruby Lilley       | Stati Uniti   | 74.98 | 75.07 | 2.66  |      |
| 14     | 2        | Lilly Stoephasius | Germania      | 71.79 | 40.76 | 74.40 |      |
| 15     | 3        | Lola Tambling     | Gran Bretagna | 73.85 | 53.05 | 19.50 |      |
| 16     | 1        | Émilie Alexandre  | Francia       | 72.13 | 72.94 | 73.48 |      |
| 17     | 1        | Julia Benedetti   | Spagna        | 4.33  | 8.50  | 70.27 |      |
| 18     | 2        | Zheng Haohao      | Cina          | 63.19 | 16.01 | 16.07 |      |
| 19     | 3        | Minna Stess       | Stati Uniti   | 20.10 | 54.71 | 54.53 |      |
| 20     | 2        | Fay Ebert         | Canada        | 18.66 | 30.00 | 51.82 |      |
| 21     | 2        | Nana Taboulet     | Francia       | 7.41  | 29.53 | 42.33 |      |
| 22     | 4        | Aya Asaqas        | Marocco       | 13.68 | 2.00  | 12.80 |      |
| Fonte: |          |                   |               |       |       |       |      |

### Finale
| Pos.    | Skater          | Nazione       | Run   | Run   | Run   |
| Pos.    | Skater          | Nazione       | 1     | 2     | 3     |
| ------- | --------------- | ------------- | ----- | ----- | ----- |
| Oro     | Arisa Trew      | Australia     | 35.53 | 90.11 | 93.18 |
| Argento | Kokona Hiraki   | Giappone      | 91.98 | 79.79 | 92.63 |
| Bronzo  | Sky Brown       | Gran Bretagna | 80.57 | 91.60 | 92.31 |
| 4       | Dora Varella    | Brasile       | 85.06 | 77.62 | 89.14 |
| 5       | Heili Sirviö    | Finlandia     | 71.40 | 71.56 | 88.89 |
| 6       | Bryce Wettstein | Stati Uniti   | 88.12 | 9.66  | 73.26 |
| 7       | Naia Laso       | Spagna        | 59.85 | 7.66  | 86.28 |
| 8       | Hinano Kusaki   | Giappone      | 2.66  | 17.86 | 69.76 |
| Fonte:  |                 |               |       |       |       |